# Municipio de Buel
El municipio de Buel (en inglés: Buel Township) es un municipio ubicado en el condado de Sanilac en el estado estadounidense de Míchigan. En el año 2010 tenía una población de 1265 habitantes y una densidad poblacional de 12,97 personas por km².

## Geografía
El municipio de Buel se encuentra ubicado en las coordenadas 43°17′44″N 82°41′57″O / 43.29556, -82.69917. Según la Oficina del Censo de los Estados Unidos, el municipio tiene una superficie total de 97.52 km², de la cual 97,47 km² corresponden a tierra firme y (0,05 %) 0,05 km² es agua.

## Demografía
Según el censo de 2010, había 1265 personas residiendo en el municipio de Buel. La densidad de población era de 12,97 hab./km². De los 1265 habitantes, el municipio de Buel estaba compuesto por el 97,87 % blancos, el 0,24 % eran amerindios, el 0,08 % eran asiáticos, el 0,95 % eran de otras razas y el 0,87 % eran de una mezcla de razas. Del total de la población el 3,24 % eran hispanos o latinos de cualquier raza.